# Secretul lui Mathias
Secretul lui Mathias (titlul original: în germană Rüpel) este un film est-german pentru copii, realizat în 1963 de regizorul Bärbl Bergmann, protagoniști fiind actorii Lutz Dieckmann, Ilse Bastubbe, Helga Bialek și Gerhard Büch.

## Rezumat
Toți elevi sunt supărați pe Mathias, noul elev din clasa a VII-a. Are note proaste, de obicei întârzie și uneori dispare devreme. Dar este un băiat curajos, cei din clasă au observat deja asta. Într-o încercare de curaj (cine poate rezista cel mai mult în pivnița de gheață?) vor să afle motivul comportamentului său. Dar baiatul tace si asa îl lasă închis singur în pivniță. Dar Heiner îl eliberează. El cunoaște problema lui Mathias și nu este complet nevinovat de ea.
Mama lui Mathias este oarbă, iar Heiner a provocat moartea câinelui ei Bella printr-un comportament imprudent. De atunci, Mathias a trebuit să-și ajute mama în anumite momente. Întreaga clasă află despre asta în timpul unei excursii, iar elevii au o idee cum pot îndrepta lucrurile: câinele lui Heiner, Rüpel, ar trebui să devină câinele ghid al mamei lui Mathias de acum înainte.